# 3C 58
3C 58, ou SNR G130.7+03.1 est un des noms donnés à un rémanent de supernova, situé dans la constellation de Cassiopée. Il s'agit d'un rémanent jeune, bien que de forme déjà irrégulière. Il était considéré jusqu'en 2021 comme étant le rémanent associé à la supernova historique SN 1181. Il ne doit pas être confondu avec 3C 358 associé lui à la supernova historique SN 1604.
Le type de ce rémanent est dit plein, c'est-à-dire qu'il semble posséder une source d'énergie en son centre, caractéristique de la présence d'un pulsar (comme dans le cas de la  nébuleuse du Crabe). Après de longues années de recherche, un pulsar, le PSR J0205+6449, a été découvert en son sein en 2002.
Si l'on accepte l'identification de ce rémanent à la supernova historique, ce pulsar est alors le plus jeune pulsar avéré connu à ce jour. Cette identification est cependant remise en cause dans la mesure où une étude publiée en 2021 annonce avoir associé SN 1181 à un astre correspondant mieux aux données observées.
Il existe d'autres pulsars dont l'âge caractéristique est inférieur à 1000 ans, tel PSR J1846-0258, mais qui n'ont pu être associés à une observation historique attestant leur âge réel.